# プリンス・オブ・ウェールズ (紅茶)
プリンス・オブ・ウェールズは紅茶のブレンドの一種である。このブレンドはもともと時のプリンス・オブ・ウェールズ（英国王太子）であるエドワード・アルバート、すなわち後の英国王エドワード8世(退位した後はウインザー公爵で知られる)のために考案された。素朴な強い香気は、安徽省に産する上等のキームンと中国を中心とするさまざまな茶葉をブレンドし複雑な味わいを作りだすことから生じたという。プリンス・オブ・ウェールズはマイルドだがこくがあり、鮮やかな色と強い香りを呈する。英国のトワイニング社が発売しているブレンドが最も有名である。
エドワード王太子は1921年に初めて、トワイニング社にプリンス・オブ・ウェールズという銘柄でこのブレンドを販売することを許している。しかしロンドンに本社を置く同社は英国市場からはプリンス・オブ・ウェールズをほぼ引き払っているが、各国版の公式ウェブサイトからも覗えるように国外市場では依然販売を続けている。米国版のオンライン・カタログにはかつて以下のように記されていた。「プリンス・オブ・ウェールズは雑り気のない中国茶で、雲南をはじめ中国南部で収穫されたものです。ほのかな色合いとまろやかな口当たりの良さに、バランスの取れた味わいで仕上げました。遅めの朝や昼下がりに、ミルクや砂糖をお好みで加えてお楽しみください。」
アールグレイやイングリッシュ・ブレックファスト・ティーなど多くのブレンドティー同様、どういった茶葉の配合であればプリンス・オブ・ウェールズといえるかが決まっているわけではない。今日ではさまざまなプリンス・オブ・ウェールズが製造されており、一例として、あるプリンス・オブ・ウェールズは「アッサム紅茶、セイロン紅茶、Gunpowder green tea（平水珠茶）、Lucky Dragon Hyson green tea（熙春茶）、天然ブラックカラントのフレーバー」から成る。ドイツでは1958年以来 Paul Schrader GmbH & Co. KG（1921年創業）が非常に有名な "Prince of Wales®" の商標で独自のブレンドを販売している。"Prince of Wales®" ブレンドは複数の中国茶とダージリンにラプサン・スーチョンをアクセントとして加えている。
また、チャールズ3世が主宰する「ハイグローブ社」においても同名のブレンドを販売している。こちらはチャールズ王太子自らが厳選したオーガニック茶葉をブレンドした紅茶で、アッサム・セイロンからなるブレンドで、中国茶は含まれておらず、エドワード王太子の「プリンス・オブ・ウェールズブレンド」とは味の傾向が全く異なる。